# اس‌ام یوبی-۱۵۴
اس‌ام یوبی-۱۵۴ (به انگلیسی: SM UB-154) یک زیردریایی بود که طول آن ۵۵٫۵۲ متر (۱۸۲٫۲ فوت) بود. این زیردریایی در سال ۱۹۱۸ ساخته شد.